# Kontrtautologia
Kontrtautologia – wyłącznie fałszywy schemat zdania złożonego, wyrażony w języku dwuwartościowego rachunku zdań, co oznacza, że wartość logiczna tego schematu jest wyłącznie równa "0" dla każdej możliwej kombinacji wartości logicznych zdań składowych.

## Przykłady kontrtautologii
Zdania te będą fałszywe bez względu na stan rzeczy:
- Nieprawda, że pada lub nie pada.
- Słońce świeci i słońce nie świeci.